# Pholcus dungara
Pholcus dungara là một loài nhện trong họ Pholcidae. Loài này được phát hiện ở Queensland.